# Saccoploca hendida
Saccoploca hendida är en fjärilsart som beskrevs av Paul Dognin 1896. Saccoploca hendida ingår i släktet Saccoploca och familjen Uraniidae. Inga underarter finns listade.